# پوکاراو (هواری)
پوکاراو (به اسپانیایی: Pucaraju) یک کوه در پرو است که در Huari District واقع شده‌است. پوکاراو ۴٬۸۰۰ متر بالاتر از سطح دریا واقع شده‌است.